# Dăbuleni
Dăbuleni város Dolj megyében, Olténiában, Romániában.
A város területén egykor három falu osztozott: Broasca, Ciungu és Dăbuleni, melyek összenőttek, egyesültek, létrehozva egy új települést, amely 2004-ben városi rangot kapott.
A település a Duna közelében, homokos területen helyezkedik el, ez ideális körülményeket teremt a szőlő és a görögdinnye termesztéséhez, ami a környék mezőgazdaságának meghatározó ágazata. A város külterületének nagy részét a Duna minden évben rendszeresen elárasztotta. A kommunista uralom idején végrehajtották a Duna szabályozását, ami megakadályozta a további áradásokat, és a város nagy mezőgazdasági területekhez jutott, ugyanakkor sokat veszített a természeti szépségéből, érintetlen élővilágából. A Duna szabályozásával és az árterületek kiszárításával szerzett új területeken az elmúlt évtizedben egyre inkább tapasztalhatóak az elsivatagosodás jelei, mivel elmaradtak az áradások, viszont elhanyagolták a korábban létrehozott öntözőrendszereket a homokos talajon.
2006-ban a Duna töltései a várostól délre átszakadtak, hatalmas, főleg mezőgazdasági területek kerültek víz alá.
2021-ben a MMAP kezdeményezésével százával ültettek akác fákat a területre, az elsivatagosodás megakadályozásáért.